# Theodor Tabor
Theodor Tabor (født 5. november 1996 i Estland) er en estisk skuespiller. Hans forældre, Garmen og Margus Tabor, er ligeledes skuespillere.

## Uddannelse
Han er gymnasieuddannet fra Vanalinna Hariduskolleegium og studerede derefter til lysdesigner på University of Tartu Viljandi Kulturakademi, men ændrede studieretning til scenekunst og dimitterede i 2023 efter at have læst til skuespiller (14. klasse).
Theodor Tabor startede med at medvirke som børneskuespiller i den estiske komediedramaserie Õnne 13 gennem enkelte sæsoner fra 1999-2010. Han har siden haft enkelte film- og serieroller, bl.a. i krimiserien Hvem skød Otto Mueller?, hvor han spiller barnebarn til titelpersonen.

## Filmografi (udvalg)
- 2024 - Infinite Summer – Boy 2
- 2023 - Free Money – Martin
- 2023 - The Invisible Fight – klubgæst
- 2022 - Hvem skød Otto Mueller? (tv-serie) – Robert
- 2017 - Merivälja (tv-serie) – Erich
- 1999 - 2010 – Õnne 13 (tv-serie) – drengen Mats